# Бумбурас Пантелеймон
Пантелеймон (Пантеліс) Бумбурас  (нар. 20 вересня 1955 р.) — грецький бізнесмен і меценат, президент групи "GEFEST".

## Життєпис
Народився 20 вересня 1955 року в Лемносі (Греція). 
З 1970 року він працював будівельником у грецькій будівельній компанії в Афінах, у той же час закінчив обов'язкову освіту і вступив до ТЕІ. Після закінчення університету отримав диплом електротехніка.
1981 року він заснував власну компанію, яка проводила всі типи електроустановок у житлових, комерційних та промислових районах. Зайнятий персонал компанії становив 200 чоловік.
Навесні 1997 року став генеральним підрядником однієї з найбільших грецьких будівельних компаній "Michaniki", яка на той час запрацювала в Україні. 
Взимку 1997 року він заснував власну будівельну компанію "GEFEST" в Одесі, Україна. Компанія має філії в Австрії, Болгарії та Греції. На сьогодні штат будівельної компанії "GEFEST" становить 2300 чоловік.
2012 року був призначений почесним консулом Греції в Ялті з консульською областю на території Автономної Республіки Крим.
З 2014 року є головою ради директорів філії Грецького фонду культури в Одесі.
2015 року створив Асоціацію грецьких підприємців та бізнесу в Україні, що базується в Києві, та став її президентом.
2016 року заснував та керує благодійною організацією "Фонд Бумбараса" в Одесі (Україна).
Одружений з Теодорою Стамати та має трьох дітей - Василіса, Ольгу та Спіроса.
Пантелеймон Бумбарас провадить інтенсивну благодійну діяльність в Україні (Одеса, Київ, Маріуполь та зона ООС), яка спрямована на освітні, культурні та соціальні програми. Усі витрати покриває "Фонд Бумбараса", єдиним спонсором якого є він сам.

## Реалізовані проєкти
- реконструкція Грецької площі в Одесі;
- реконструкція та благоустрій парків "Герої-льотчики", "Викрадення Європи" та парку "Павло Склярук" в Одесі;
- встановлення бюсту мера Одеси, мецената Григоріса Марасліса на грецькій площі Одеси в подарунок до Дня міста;
- реконструкція грецького парку на схилах Приморського бульвару загальною площею приблизно 34 тисячі квадратних метрів;
- ремонт приміщень та придбання меблів для шкіл в селах Донецької області (зона АТО / ООС);
- реконструкція церкви святої Марії Магдалини в Одесі;
- реконструкція центральної площі Маріуполя, яка буде називатися Еллініки;
- реконструкція грецької площі в селі Малоянисоль на Донеччині;
- фінансування навчання найактивніших молодих людей в Україні за програмою підготовки молодих лідерів у Школі Кеннеді при Гарвардському університеті (Бостон, США);
- фінансування культурних та освітніх заходів філії Грецького фонду культури в Одесі;
- фінансування діяльності Федерації грецьких асоціацій України та окремих грецьких громад;
- організаційне забезпечення діяльності Генерального консульства Греції в Одесі та Посольства Греції в Києві;
- фінансування написання та видання книги "Грецькі сторінки української історії" українською та російською мовами (2009, 2013);
- пропонуючи різдвяно-новорічні подарунки для дітей із малозабезпечених сімей у 15 селах зони АТО,
- підтримка щорічних культурно-розважальних заходів в Одесі (Одеський джазовий фестиваль, Одеська класика, Чорноморський музичний фестиваль, Ліга Сміху, День міста);
- організація та проведення святкування Великодня за грецькими традиціями та Дня незалежності Греції в Одесі та Києві;
- організація оздоровчих екскурсій для дітей із малозабезпечених сімей та дітей-сиріт із зони АТО / ООС у дитячих таборах у Греції;
- фінансування контрактів для студентів із малозабезпечених сімей грецького походження, які навчаються в Маріупольському університеті, Тельському національному університеті імені Вернадського та Київському національному університеті імені Тараса Шевченка;
- придбання ліків та медичного обладнання для військових шпиталів Києва, Маріуполя, Дніпра, Донецька та Одеси;
- офіційне спонсорство баскетбольної команди "BIPA- Одеса";
- офіційне спонсорство футбольної команди "Чорноморець";
- засновник та благодійник грецької збірної з баскетболу A категорії "Гефест Лемносський";
- засновник і благодійник грецької футбольної команди "Гефестіон" (Лемнос).

## Нагороди та відзнаки
2006 рік - нагороджений муніципалітетом Одеси найвищою нагородою цього міста Греса Марасліса на знак визнання його тривалої та успішної діяльності в Одеському регіоні та заслуг перед муніципалітетом та громадянами. 
2013 - відзначений Національною премією «Людина року» у галузі благодійності та благодійності,
2016 р. - нагороджений орденом Президента України "За гуманітарну участь в антитерористичній операції",
2016 - нагороджений орденом святого Ісапостола князя Володимира III за служіння Українській православній церкві,
2016 - нагороджений медаллю Міністерства оборони України за внесок у розвиток Збройних Сил України та фінансову підтримку військових госпіталів у Києві, Маріуполі, Дніпрі, Донецьку та Одесі.
2016 - нагороджений Міністерством культури і спорту Греції за внесок у розвиток освіти, відновлення історичної правди та цінностей еллінізму.
2017 рік - був нагороджений орденом Міністерства оборони України "Варта Андрагатіми" за безперервне забезпечення ліками поранених солдатів.
2017 - нагороджений орденом Святого Миколая за заслуги перед Українською православною церквою та благодійну допомогу чоловічому Свято-Успенському монастирю в Одесі.
2018 рік - нагороджений Одеською муніципалітетом найвищою нагородою міста, орденом імені Марасліса b ступеня за вагомий внесок у розвиток Одеси та її активну соціальну, благодійну та благодійну діяльність. 